# Carthaea
Carthaea é um gênero de mariposa pertencente à família Bombycidae.